# 5770 Aricam
5770 Aricam è un asteroide della fascia principale. Scoperto nel 1987, presenta un'orbita caratterizzata da un semiasse maggiore pari a 3,2055737 au e da un'eccentricità di 0,1826207, inclinata di 0,37460° rispetto all'eclittica.